# Gymnastique aux Jeux olympiques d'été de 2004
Navigation
Sydney 2000 Pékin 2008
Aux Jeux olympiques d'été de 2004, trois disciplines de gymnastique étaient au programme : 
- la gymnastique artistique,
- la gymnastique rythmique,
- le Trampoline.

## Gymnastique artistique

### Hommes
| Épreuves                                        | Or                                                                                                 | Argent                                                                                | Bronze |
| ----------------------------------------------- | -------------------------------------------------------------------------------------------------- | ------------------------------------------------------------------------------------- | --- |
| Concours par équipe résultats détaillés         | Japon Takehiro Kashima Hisashi Mizutori Daisuke Nakano Hiroyuki Tomita Naoya Tsukahara Isao Yoneda | États-Unis Jason Gatson Morgan Hamm Paul Hamm Brett McClure Blaine Wilson Guard Young | Roumanie Marian Drăgulescu Ilie Daniel Popescu Dan Nicolae Potra Razvan Dorin Selariu Ioan Silviu Suciu Marius Urzica |
| Concours général individuel résultats détaillés | Paul Hamm                                                                                          | Kim Dae-eun                                                                           | Yang Tae-young |
| Sol résultats détaillés                         | Kyle Shewfelt                                                                                      | Marian Drăgulescu                                                                     | Yordan Yovchev |
| Cheval d'arçon résultats détaillés              | Teng Haibin                                                                                        | Marius Urzica                                                                         | Takehiro Kashima |
| Anneaux résultats détaillés                     | Dimosthenis Tampakos                                                                               | Yordan Yovchev                                                                        | Jury Chechi |
| Saut résultats détaillés                        | Gervasio Deferr                                                                                    | Jevgēņijs Saproņenko                                                                  | Marian Dragulescu |
| Barres parallèles résultats détaillés           | Valeriy Honcharov                                                                                  | Hiroyuki Tomita                                                                       | Li Xiaopeng |
| Barre fixe résultats détaillés                  | Igor Cassina                                                                                       | Paul Hamm                                                                             | Isao Yoneda |

### Femmes
| Épreuves                                        | Or | Argent                                                                                                | Bronze |
| ----------------------------------------------- | --- | --- | --- |
| Concours par équipe résultats détaillés         | Roumanie Oana Ban Alexandra Eremia Catalina Ponor Monica Rosu Nicoleta Daniela Sofronie Silvia Stroescu | États-Unis Mohini Bhardwaj Annia Hatch Terin Humphrey Courtney Kupets Courtney McCool Carly Patterson | Russie Liudmila Ezhova Svetlana Khorkina Maria Krioutchkova Anna Pavlova Elena Zamolodchikova Natalia Ziganchina |
| Concours général individuel résultats détaillés | Carly Patterson                                                                                         | Svetlana Khorkina                                                                                     | Zhang Nan |
| Saut résultats détaillés                        | Monica Rosu                                                                                             | Annia Hatch                                                                                           | Anna Pavlova |
| Barres asymétriques résultats détaillés         | Émilie Le Pennec                                                                                        | Terin Humphrey                                                                                        | Courtney Kupets                                                                                                  |
| Poutre résultats détaillés                      | Catalina Ponor                                                                                          | Carly Patterson                                                                                       | Alexandra Eremia                                                                                                 |
| Sol résultats détaillés                         | Catalina Ponor                                                                                          | Nicoleta Daniela Sofronie                                                                             | Patricia Moreno                                                                                                  |

## Gymnastique rythmique
| Épreuve                                         | Or            | Argent          | Bronze         |
| ----------------------------------------------- | ------------- | --------------- | -------------- |
| Concours par équipe résultats détaillés         | Russie        | Italie          | Bulgarie       |
| Concours général individuel résultats détaillés | Alina Kabaeva | Irina Tchachina | Anna Bessonova |

## Trampoline
| Event                                 | Or             | Argent               | Bronze         |
| ------------------------------------- | -------------- | -------------------- | -------------- |
| Individuel hommes résultats détaillés | Yuriy Nikitin  | Alexander Moskalenko | Henrik Stehlik |
| Individuel femmes résultats détaillés | Anna Dogonadze | Karen Cockburn       | Huang Shanshan |

## Tableau des médailles
| Rang  | Nation       | Or | Argent | Bronze | Total |
| ----- | ------------ | -- | ------ | ------ | ----- |
| 1     | Roumanie     | 4  | 3      | 3      | 10    |
| 2     | États-Unis   | 2  | 6      | 1      | 9     |
| 3     | Russie       | 2  | 3      | 2      | 7     |
| 4     | Ukraine      | 2  | 0      | 1      | 3     |
| 5     | Japon        | 1  | 1      | 2      | 4     |
| 6     | Italie       | 1  | 1      | 1      | 3     |
| 7     | Canada       | 1  | 1      | 0      | 2     |
| 8     | Chine        | 1  | 0      | 3      | 4     |
| 9     | Allemagne    | 1  | 0      | 1      | 2     |
| 9     | Espagne      | 1  | 0      | 1      | 2     |
| 11    | France       | 1  | 0      | 0      | 1     |
| 11    | Grèce        | 1  | 0      | 0      | 1     |
| 13    | Bulgarie     | 0  | 1      | 2      | 3     |
| 14    | Corée du Sud | 0  | 1      | 1      | 2     |
| 15    | Lettonie     | 0  | 1      | 0      | 1     |
| Total | Total        | 18 | 18     | 18     | 54    |

## Controverses
Le code de pointage de la gymnastique artistique a fait l'objet des controverses :
- Après la compétition aux barres parallèles, le coréen Yang Tae-young a accusé les arbitres d'avoir commis une erreur sur la valeur de base de son mouvement de 9,9 points, au lieu de 10 points[1],[2].
- Paul Hamm des États-Unis est tombé pendant un essai pendant la compétition du saut de cheval. Cependant, Hamm a finalement remporté la médaille d'or du saut de cheval[3],[4].
- Pendant la finale de la barre fixe, Alexeï Nemov de la Russie a réalisé 6 saltos, qui «ont composé la représentation la plus risquée, la plus audacieuse parmi les 10 hommes sur la barre fixe» selon ESPN[5]. Cependant, Nemov était donné un score de 9,725 parce qu'il a fait un pas en avant à la sortie [5]. Le gymnase fut donc devenu occupée par les huées des spectateurs et les huées ont duré plus de 10 minutes, jusqu'au moment où Nemov se tourna vers les gradins afin de demander le calme[5].

Par conséquent, une réforme du code de pointage et du tout le système de notation de la gymnastique furent mis en œuvre en 2006.